# Agathia ichnospora
Agathia ichnospora är en fjärilsart som beskrevs av Louis Beethoven Prout 1934. Agathia ichnospora ingår i släktet Agathia och familjen mätare. Inga underarter finns listade i Catalogue of Life.